# Лессиг, Лоуренс
Лестер Лоуренс Лессиг третий (англ. Lester Lawrence Lessig III; род. 3 июня 1961 года) — американский общественный активист, профессор права в Гарвардском университете. Известен прежде всего в связи со своей борьбой за изменение законодательства в области авторского права, особенно в применении к Интернету.
Лессиг — основатель организации Creative Commons и идеологический вдохновитель движения за свободную информацию, его книга «Свободная культура» является важным источником идеологии данного движения.

## Биография
Родился в Рапид-Сити (Южная Дакота), вырос в  Уильямспорте (Пенсильвания). Степень бакалавра в области экономики и управления получил в Пенсильванском университете, степень магистра философии — в кембриджском Тринити-колледже в Англии, и доктора права — на юридическом факультете Йельского университета в 1989 году. Окончив юридический факультет, работал год клерком у судьи Ричарда Познера (Апелляционный суд седьмого округа в Чикаго), и ещё один год у члена Верховного суда США Антонио Скалиа.
Лессиг начал свою академическую карьеру на юридическом факультете в Чикагском университете, где был профессором с 1991 по 1997 год. С 1997 по 2000 год преподавал на юридическом факультете Гарвардского университета. Впоследствии Лессиг перешёл в Школу права Стэнфордского университета, где основал Центр интернета и общества.

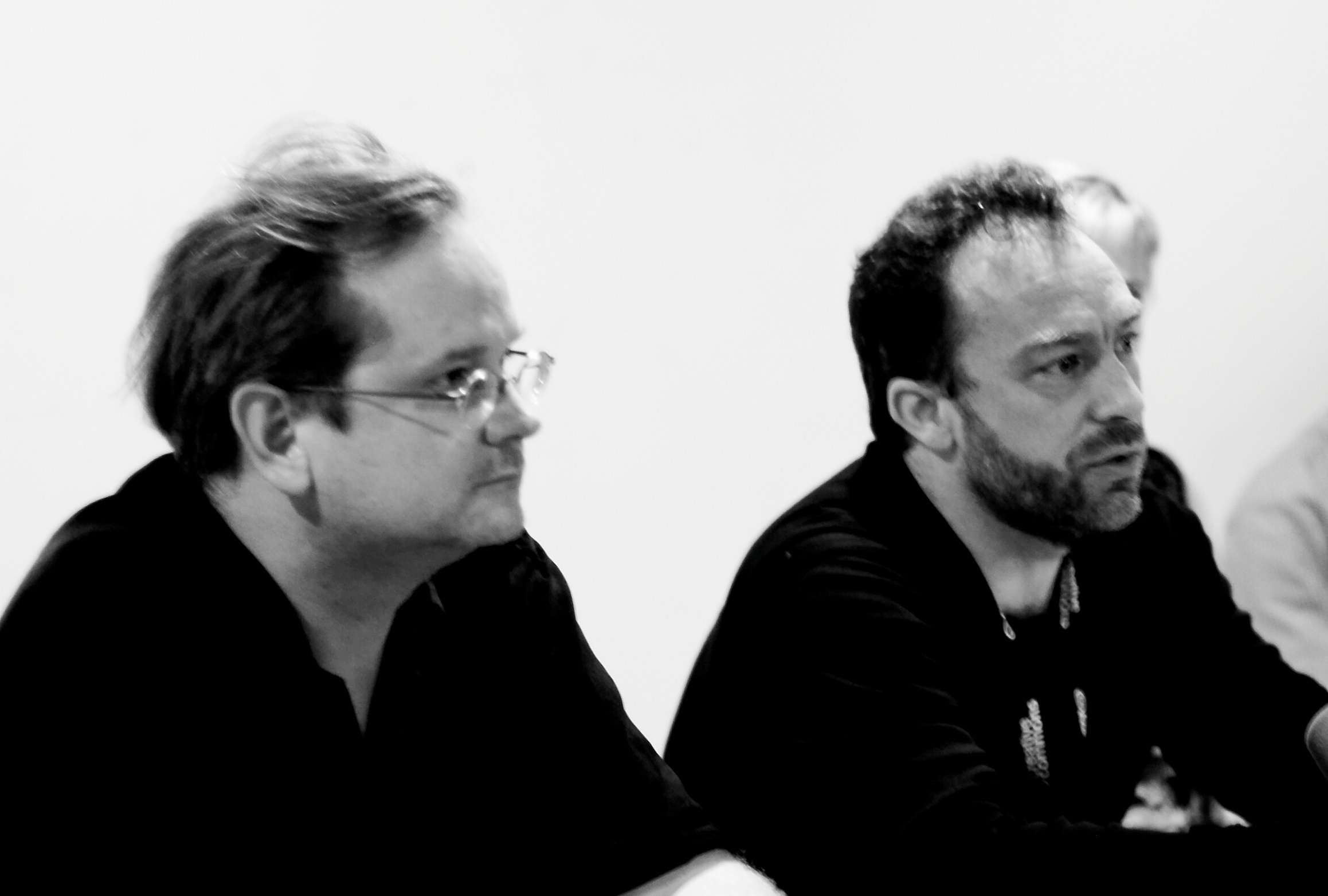
Лоуренс Лессиг и Джимми Уэйлс

## Политические взгляды
В молодости Лессиг придерживался консервативных взглядов. Он был активистом молодёжного крыла Республиканской партии США и даже собирался делать в этой партии дальнейшую политическую карьеру. Однако его взгляды радикально изменились после обучения в Кембриджском университете (Великобритания). Сейчас его политические взгляды ближе всего к либерализму.
Во время обучения в Кембридже Лессиг посетил страны тогдашнего социалистического лагеря, с тех пор он сохранил сильный интерес к политике и законам стран Восточной Европы.

## Общественная деятельность
Лессиг известен в связи с его активной позицией по отношению к интеллектуальной собственности. Он был ярым противником продления срока охраны авторского права в США. Он также является сторонником свободного программного обеспечения и развития пиринговых технологий. В 2002 Фонд свободного программного обеспечения вручил ему премию за продвижение свободного ПО, а 28 марта 2004 года он вошёл в совет директоров данного фонда. В 2006 году Лессиг был избран в Американскую академию наук и искусств. Является сторонником сетевого нейтралитета.
Лессиг — основатель и активный пропагандист Creative Commons — системы альтернативных по отношению к нынешнему копирайту лицензий.
В 2007 году на конференции iCommons iSummit в Дубровнике Лессиг объявил, что больше не будет заниматься проблемами авторских прав в интернете, а сосредоточится на устранении фундаментальных изъянов в политическом устройстве США, без чего никакая другая сфера общественной жизни не может быть улучшена. Лессиг уверен, что сегодня палата представителей и конгресс США в целом зависят не от американских граждан, а от горстки миллионеров и миллиардеров, которые лоббируют свои интересы, вкладывая огромные средства в избирательные кампании.
6 сентября 2015 года объявил о начале своей кампании за выдвижение кандидатом Демократической партии на президентских выборах 2016 года.

## Цитаты
На наших глазах терпит поражение то, что строилось две тысячи лет, — открытое общество, и торжествует закрытое, разрушаются интеллектуальные сообщества, причём враг взял на вооружение риторику нашего прошлого — риторику свободы
— из предисловия к рус. переводу «Свободной культуры»